# William Dod
William Dod, född 18 juli 1867, död 8 oktober 1954, var en brittisk bågskytt. Han deltog vid olympiska sommarspelen 1908.